# Sermange
Sermange är en kommun i departementet Jura i regionen Bourgogne-Franche-Comté i östra Frankrike. Kommunen ligger i kantonen Gendrey som tillhör arrondissementet Dole. År 2022 hade Sermange 236 invånare.

## Befolkningsutveckling
Antalet invånare i kommunen Sermange
Referens:INSEE